# توماس جوزيف كونولي
توماس جوزيف كونولي (بالإنجليزية: Thomas Joseph Connolly)‏ هو كاهن كاثوليكي أمريكي، ولد في 18 يوليو 1922 في تونوباه في الولايات المتحدة، وتوفي في 24 أبريل 2015 في بيفيرتون في الولايات المتحدة.